# ويليام تومسون (عسكري)
ويليام تومسون (بالإنجليزية: William Thompson)‏ هو عسكري أمريكي، ولد في 1812 في مقاطعة كيب مي في الولايات المتحدة، وتوفي في 12 سبتمبر 1872 في بنسيلفانيا في الولايات المتحدة.